# Hemloïta
L'hemloïta és un mineral de la classe dels òxids. S'anomenà així pel dipòsit d’or de Hemlo, la seva localitat tipus, que es troba a Ontario, Canadà. Forma cristalls subèdrics a anèdrics de 400 x 600 micròmetres de mida.

## Característiques
L’hemloïta és un òxid de fórmula química (Ti,V3+,Fe3+,Al)₁₂(As3+,Sb3+)₂O23(OH). Cristal·litza en el sistema triclínic. La seva duresa a l'escala de Mohs és 6,5.
Segons la classificació de Nickel-Strunz, l'hemloïta pertany a «04.JB: Arsenits, antimonits, bismutits; amb anions addicionals, sense H₂O» juntament amb els següents minerals: fetiasita, manganarsita, magnussonita, nanlingita, asbecasita, stenhuggarita, trigonita, finnemanita, gebhardita, derbylita, tomichita, graeserita, asbecasita, freedita, georgiadesita i ekatita.

## Formació i jaciments
El mineral només ha estat trobat a la seva localitat tipus, un dipòsit hidrotermal d’or d’Hemlo, Ontario (Canadà). S'ha descrit associat a quars, microclina rica en bari, pirita, molibdenita, esfalerita, arsenopirita, moscovita rica en vanadi, rútil i titanita.